# کو ایشیکاوا
کو ایشیکاوا (ژاپنی: 石川 巧؛ زادهٔ ۱۰ مارس ۱۹۷۰) یک بازیکن فوتبال اهل ژاپن است.
از باشگاه‌هایی که در آن بازی کرده‌است می‌توان به باشگاه فوتبال توکیو وردی و باشگاه فوتبال ناگویا گرامپوس اشاره کرد.